# Haemulon plumierii
Haemulon plumierii, a biquara, é uma espécie de peixe com nadadeiras raiadas da família Haemulidae, nativa das águas quentes e temperadas do
Oceano Atlântico oeste.

## Distribuição geográfica
A Biquara está amplamente distribuída em águas tropicais e temperadas do Oceano Atlântico ocidental, ocorrendo desde a Baía de Chesapeake, nos EUA até o estado de Santa Catarina no Brasil, incluindo o Golfo do México e todo o Caribe.

## Morfologia
Haemulon plumierii cresce até um comprimento de cerca de 30 cm e é um peixe de cor creme-prateada, com estreitas listras longitudinais amarelas e azuis, mas que pode modificar sua cor levemente para combinar com o ambiente ao redor.
A parte superior de sua cabeça é de cor bronze a amarelo; a barriga e a parte inferior da cabeça são brancas; possui uma série de listras azul-escuras, com margens bronze na cabeça que correm em direção a cauda; a margem das escamas são bronze, com a borda posterior frequentemente cinza; em uma fase mais escura, o branco-prateado no centro de cada escama pode se tornar bronze; membranas da nadadeira dorsal espinhosa de cor branco-giz a branco-amarelado; nadadeiras dorsais moles, caudal e anal moles de cor cinza-amarronzado; boca vermelha brilhante por dentro; peritônio preto.

## Ecologia
A Biquara (Haemulon plumierii) forma cardumes densos, ocorrendo em águas cristalinas, tropicais e temperadas, do oceano Atlântico ocidental, em profundidades entre 1 e 49 metros, nas áreas de recifes, corais, bancos de ervas marinhas, naufrágios e fundos arenosos. A espécie está intimamente relacionada às espécies Haemulon sciurus (biquara-do-raso) e Haemulon flavolineatum (goibi), com as quais frequentemente forma grandes cardumes. Os machos da espécie podem exibir um comportamento territorial, no qual dois competidores se empurram pelos lábios, com a boca bem aberta, como em um beijo. A biquara alimenta-se principalmente de camarões e de outros crustáceos, além de anelídeos e moluscos. É componente da dieta da cavala (Scomberomorus cavalla) e do bonito (Euthynnus alletteratus) e  também é predada por piscívoros maiores, como as barracudas e os tubarões. A biquara, Haemulon  plumieri, é um peixe tropical marinho com importância econômica relevante para a pesca artesanal no nordeste do Brasil.